# Museo Casa de La Respuesta
El Museo Casa de La Respuesta es un museo de cera ubicado dentro del Centro Cultural Augusto B. Leguía. Está dedicado principalmente a la obra La respuesta (1891) de Juan Lepiani.

## Descripción
Se inauguró el 1 de junio de 2021, en las instalaciones del Centro Cultural Augusto B. Leguía. Cuenta con tres salas dedicadas a relatar el desarrollo de la batalla de Arica en la guerra del Pacífico en donde participó Francisco Bolognesi. El salón de la Respuesta es el área del museo en donde se encuentran las estatuas de cera hiperrealista que revive la escena pintada por Lepiani, la negativa de Bolognesi y el ejército peruano al chileno Juan de la Cruz Salvo en abandonar la defensa del morro de Arica.
El creador de los muñecos fue el escultor Walter Huamán.

## Galería

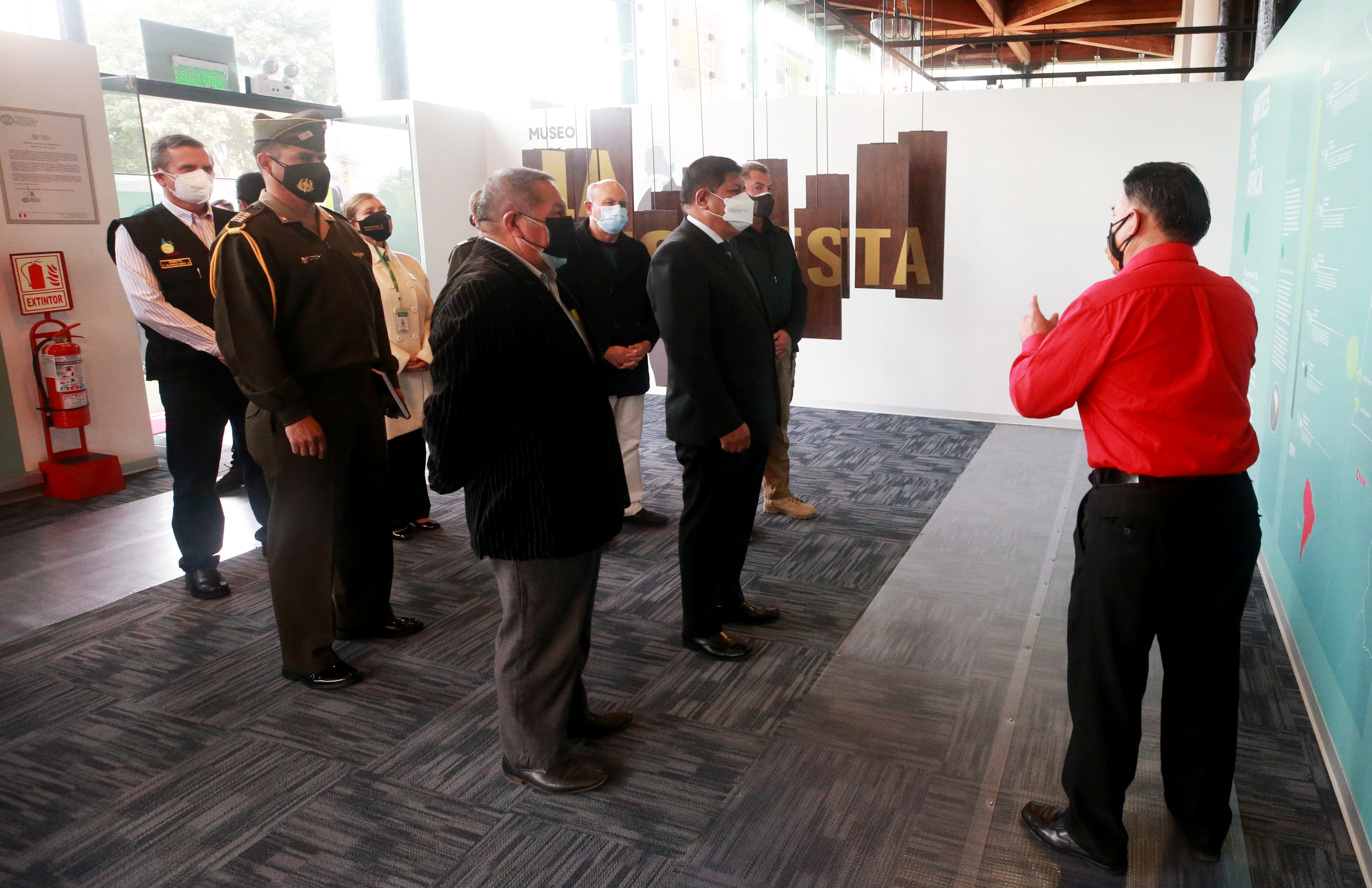
Primera sala.
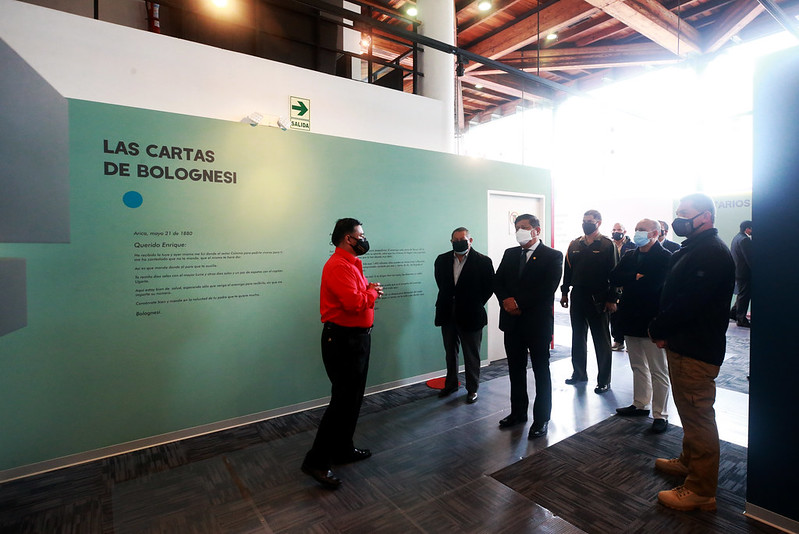
Tercera sala.
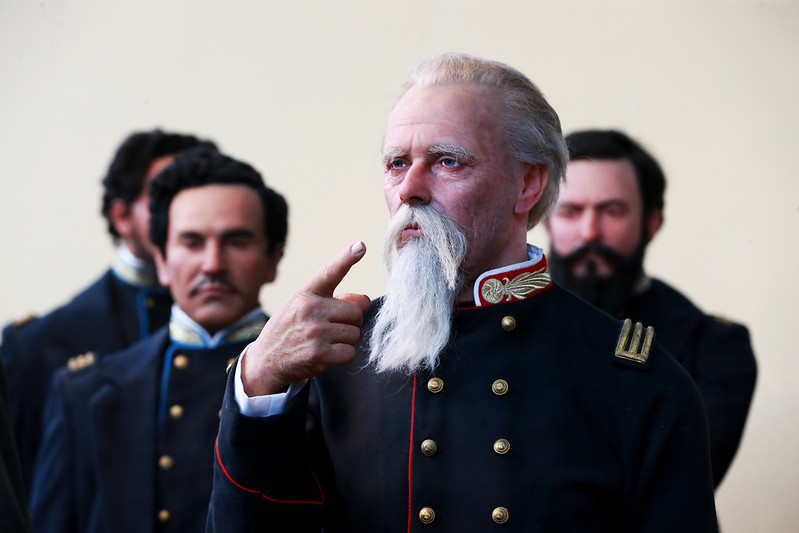
Bolognesi de cera.
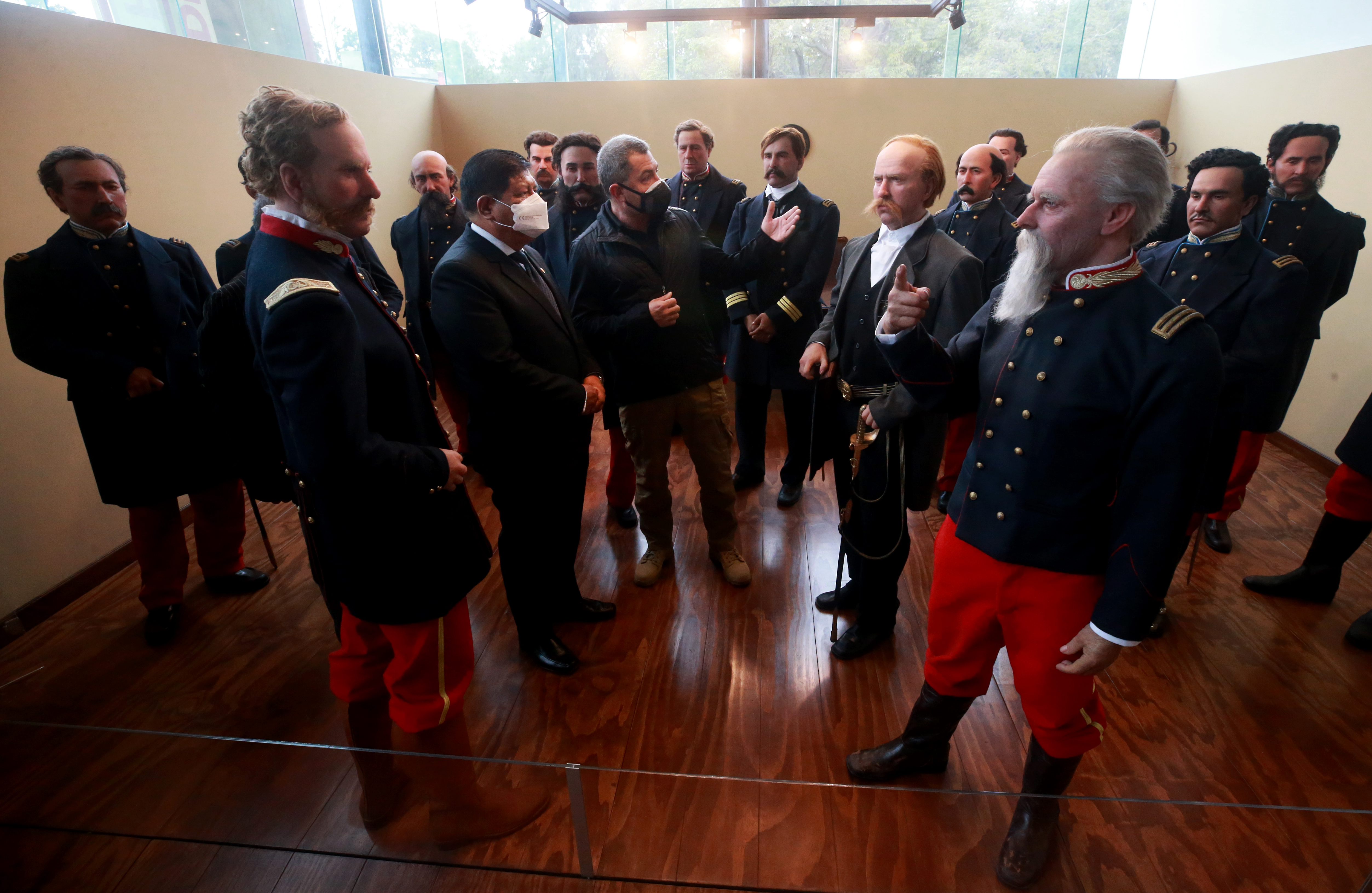
Recreación en cera de La respuesta.